# Hitman (Computerspiel, 2016)
Hitman ist ein Stealth-Computerspiel aus dem Jahr 2016. Es ist der sechste Hauptteil der Hitman-Serie und der erste Teil der World-of-Assassination-Trilogie.
Seit dem 26. Januar 2023 ist das Spiel nicht mehr zum Kauf erhältlich. Den Großteil der Inhalte, u. a. alle Haupt- und Bonusmissionen, sind seitdem für alle Käufer von Hitman 3 kostenlos verfügbar.

## Zusammenfassung

### Missionen
In Hitman reist Agent 47 an sieben verschiedene Orte. Insgesamt gibt es neun Hauptmissionen, wovon drei dem Prolog angehören und sieben Bonusmissionen, wobei vier Missionen der Bonuskampagne Patient Null angehören.
| Nummer | Schauplatz der Mission | Name der Mission    | Ziel(e)                                                  |
| ------ | ---------------------- | ------------------- | -------------------------------------------------------- |
| –      | ICA-Einrichtung        | Trainingseinsatz    | - Kalvin Ritter                                          |
| –      | ICA-Einrichtung        | Freies Training     | - Kalvin Ritter                                          |
| –      | ICA-Einrichtung        | Abschlussprüfung    | - Jasper Knight                                          |
| 1      | Paris                  | Showstopper         | - Viktor Novikov - Dalia Margolis                        |
| 2      | Sapienza               | Die Welt von Morgen | - Silvio Caruso - Francesca De Santis                    |
| 3      | Marrakesch             | Ein goldener Käfig  | - Reza Zaydan - Claus Hugo Strandberg                    |
| 4      | Bangkok                | Club 27             | - Jordan Cross - Ken Morgan                              |
| 5      | Colorado               | Freiheitskämpfer    | - Sean Rose - Penelope Graves - Ezra Berg - Maya Parvati |
| 6      | Hokkaido               | Situs Inversus      | - Erich Soders - Yuki Yamazaki                           |

| Schauplatz der Mission | Name der Mission | Ziel(e)                            |
| ---------------------- | ---------------- | ---------------------------------- |
| Sapienza               | The Icon         | - Dino Bosco                       |
| Sapienza               | Erdrutsch        | - Marco Abiatti                    |
| Marrakesch             | Auf Sand gebaut  | - Matthieu Mendola - Kong Tuo-Kwan |

| Nummer | Schauplatz der Mission | Name der Mission | Ziel(e)                                                                  |
| ------ | ---------------------- | ---------------- | ------------------------------------------------------------------------ |
| 1      | Bangkok                | Die Quelle       | - Oybek Nabazov - Schwester Yulduz                                       |
| 2      | Sapienza               | Der Autor        | - Craig Black - Bruder Akram                                             |
| 3      | Colorado               | Der Vektor       | - Bradley Paine - Alle mit dem Virus infizierten Personen                |
| 4      | Hokkaido               | Patient Null     | - Owen Cage - Klaus Liebleid - (Alle mit dem Virus infizierten Personen) |

### Handlung
Die Handlung des Spiels knüpft nicht an die der Vorgänger an. Der Tutorial-Teil behandelt die Aufnahme von Agent 47 in die ICA vor 20 Jahren, eine Organisation, die Auftragsmorde koordiniert. Der restliche Teil des Spiels verfolgt verschiedene Aufträge von Agent 47 in der Gegenwart.
Der mysteriöse Shadow Client (englisch ‚Schattenklient‘) führt ein Attentat für Viktor Novikov, einen Modemogul und Leiter des internationalen Spionagerings IAGO, durch und erhält als Belohnung eine Kopie aller IAGO-Akten. Er verwendet die Daten, um die geheimen Operationen von Providence zu identifizieren, und sendet eine anonyme Warnung an den MI6 über eine bevorstehende IAGO-Auktion einer gestohlenen Non-official Cover (NOC) Liste (englisch ‚nicht offizielle Cover-Liste‘), die auf einer Pariser Modenschau von Novikovs Label Sanguine stattfinden wird. Der MI6 stellt 47 ein, um den Verkauf zu verhindern: dieser ermordet Novikov und seinen Geschäftspartner sowie die wahre Anführerin von IAGO, Dalia Margolis, auf der Modenschau.
Der Shadow Client setzt zwei weitere ICA-Verträge in Gang, um die Aktivitäten von Providence zu stören, ohne sich dabei zu enttarnen. Er enthüllt zunächst einem verärgerten Aktionär der Ether Biotech Corporation ein geheimes Projekt zur Entwicklung eines tödlichen Waffenvirus. Er weiß, dass der Aktionär infolgedessen 47 einstellen wird, um Silvio Caruso und Francesca De Santis, die für das Projekt verantwortlichen Wissenschaftler, zu ermorden und den Virusprototyp in Carusos privatem Labor in der fiktiven italienischen Stadt Sapienza zu zerstören. Providence entsendet einen Agenten, um den Vorfall zu untersuchen. Der Shadow Client überfällt und tötet ihn in einer Tiefgarage in Johannesburg und nimmt seinen Schlüssel in seinen Besitz, mithilfe dessen er Zugang zu einigen internen Informationen von Providence erhalten konnte.
Die zweite Mission beinhaltet, dass der Shadow Client Hamilton-Lowe, einem internationalen Auftragnehmer mit lukrativen Verträgen der marokkanischen Regierung, einen bevorstehenden Militärputsch in Marokko mitteilt. Das Unternehmen beauftragt 47 damit, General Reza Zaydan, den Hauptverantwortlichen des Staatsstreichs und den Bankchef Claus Hugo Strandberg – beide verdeckte Providence-Mitarbeiter – in Marrakesch zu eliminieren. Während 47 den Auftrag abschließt, infiltriert der Shadow Client ein Providence-Depot in New York City und stiehlt wertvolle Informationen über das Kapital und die Mitarbeiter von Providence. Die Anführer von Providence erkennen, dass ein koordinierter Angriff gegen sie stattgefunden hat.
Der Shadow Client setzt dann einen dritten ICA-Auftrag in Gang, um ein weiteres Mitglied von Providence zu enthüllen, den zurückgezogenen Medienmagnaten Thomas Cross. Cross hatte eine Vertuschung angeordnet, die seinen Sohn, den berühmten Indie-Rock-Sänger Jordan Cross, für den Mord an seiner Freundin Hannah Highmoore entlastete. Der Shadow Client offenbart ihrer Familie die Wahrheit, woraufhin die Highmoores 47 einstellen, um Jordan Cross und Ken Morgan, den Anwalt der Cross-Familie, der die Vertuschung beaufsichtigte, zu töten, während beide in einem privaten Resort in Bangkok wohnen. Der Shadow Client setzte die Kräfte seiner privaten Miliz ein, entführt Thomas Cross auf Jordans Beerdigung und tötet ihn. Daraufhin stiehlt er Milliarden von Dollar von seinen Offshore-Bankkonten. Die ICA, die feststellt, dass eine unbekannte Partie vom Cross-Vertrag profitiert hat, überprüft die früheren Verträge von 47 erneut und ermittelt die Rolle des Shadow Client bei deren Einrichtung.
Die ICA erfährt von der Existenz eines Trainingslagers für die Miliz des Shadow Client. Während sie planen, diesen für seine Manipulation zu eliminieren, ordnet die ICA aufgrund der Intervention von Erich Soders, einem Mitglied der ICA-Geschäftsleitung, eine vorzeitige Notoperation als Folge der Krankheit Situs inversus an. 47 wird in das Lager der Miliz geschickt, das sich auf einer alten Industriefarm im ländlichen Colorado befindet, um den Ökoterroristen Sean Rose, Ezra Berg, Penelope Graves und Maya Parvati auszuschalten. 47 entdeckt schlussendlich einen geheimen Raum voller Recherchen des Shadow Client, der sowohl die Verbindungen der vorherigen Verträge in Verbindung mit Providence als auch die Besessenheit des Shadow Client von 47 selbst aufdeckt. Diana entdeckt auch, dass Soders ein Spion für Providence ist und die ICA in ihrem Namen manipuliert hat. Der Shadow Client, der 47 heimlich verfolgt hat, nutzt diese Gelegenheit, um sich zu verstecken.
47 eliminiert Soders und seine Providence-V-Frau und Yakuza-Mitarbeiterin Yuki Yamazaki in einem Krankenhaus auf Hokkaido, wo Soders im Austausch für eine Liste aller aktiven ICA-Mitarbeiter die erforderliche medizinische Behandlung in Form einer dreitägigen Operation erhalten soll. Anschließend deckt Providence die Rolle des Shadow Client bei den Attacken auf. Ein nicht benanntes Providence-Mitglied kommt in einem Zug auf Diana zu und versucht, die ICA zu überreden, den Shadow Client anzusprechen. Diana weigert sich und der Mitarbeiter bietet an, Informationen über die Vergangenheit von 47 preiszugeben, was sie dazu veranlasst, es sich noch einmal zu überlegen.

### Charaktere
Agent 47
Agent 47 (auch nur 47 oder unter seinem Decknamen Tobias Rieper bekannt) ist der Hauptcharakter der Hitman-Serie und ein als unfehlbar beschriebener Attentäter. Er ist absolut emotionslos, zuverlässig wie kein zweiter und nicht zuletzt auch der diskreteste Auftragsmörder der Welt. Diana Burnwood, seine Auftragsgeberin, sieht von Anfang an großes Potential in ihm. Er arbeitet mit ihr für die International Contract Agency (ICA). Er wurde am 5. September 1964 in Rumänien als Genkombination von fünf kriminellen Genies „geboren“.
Diana Burnwood
Diana Burnwood ist die engste Vertraute von 47 und seine Auftragsgeberin, die ihre Aufträge wiederum primär von der ICA bekommt. Sie ist mit 47 weltweit die beste ihres Fachs.

## Spielprinzip und Technik
Hitman ist ein Stealth-Action-Adventure, in welchem der Spieler den gentechnisch veränderten Attentäter Agent 47 aus der Third-Person-Perspektive steuert, während dieser um die Welt reist, um hochrangige Ziele zu eliminieren. Anders als in den vorherigen Teilen der Hitman-Serie hat der Spieler eine große Freiheit, wie er die Attentate auf seine Ziele verübt. Der Spieler kann verschiedene Waffen inklusive explosiver Gegenstände, Pistolen, Sturmgewehren und Scharfschützengewehren mit großer Reichweite verwenden. Außerdem kann er sein Ziel auch mit werfbaren Nahkampf-Waffen wie Messern oder dergleichen eliminieren.

### Grundprinzip
Der Spieler steuert den Auftragsmörder Agent 47 aus der Third-Person-Perspektive, während er Attentate an den verschiedensten Orten der Welt durchführt. Es sind sowohl reale Orte wie Paris oder Marrakesch enthalten, jedoch auch fiktive Orte wie die italienische Stadt Sapienza. Der Spieler kann sich innerhalb der einzelnen Missionen frei bewegen und kann mit diversen Gegenständen, Personen und Objekten interagieren.

### Mechaniken
Verkleiden
Eine essenzielle Spielmechanik ist das Anziehen fremder Kleidung. Dafür muss entweder ein entsprechender Kleidungsbeutel gefunden werden, oder ein NPC, der eine anziehbare Kleidung trägt überwältigt werden. Verkleidungen spielen meist dann eine Rolle, wenn der Spieler zu einem bestimmten Areal in seiner normalen Kleidung keinen Zutritt hat.
Ablenken
Der Spieler kann NPCs dazu bringen, sich zu einem bestimmten Punkt in seiner Nähe zu begeben. Wirft man einen Gegenstand (z. B. eine Münze), begibt sich der NPC zum geworfenen Gegenstand und hebt ihn auf.
Überwältigen
Jeder NPC kann überwältigt werden. Dies geht entweder durch einen Würgegriff von 47 selbst, oder durch einen nicht-tödlichen Gegenstand (z. B. einem Hammer oder einem Schraubenschlüssel). Wird der Spieler beim Überwältigen beobachtet, werden bewaffnete Sicherheitsleute den Agenten verfolgen.
Vergiften
Mithilfe von Rattengift oder speziellen Pillen können Speisen und Getränke vergiftet werden. Es wird dabei zwischen Brechmitteln, Schlafmitteln und tödlichen Giften unterschieden.
Untertauchen
An bestimmten Orten kann der Spieler den Agenten untertauchen lassen, sofern er die passende Kleidung trägt. In diesem Zustand durchschauen Aufpasser die Verkleidung in keinem Fall.

## Entwicklung
Das Spiel wurde in einzelnen Episoden veröffentlicht, indem etwa alle fünf bis sechs Wochen ein neuer Schauplatz hinzugefügt. Die finale Episode wurde am 31. Oktober 2016 veröffentlicht. Die Episoden können einzeln erworben werden oder als Komplettpaket gekauft werden. Eine Retail-Version mit allen Episoden wurde am 31. Januar 2017 veröffentlicht.
Die Portierung auf Linux übernahm Feral Interactive im Auftrag.

### Soundtrack
| Nr.          | Titel                     | Länge |
| ------------ | ------------------------- | ----- |
| 1.           | World of Assassination    | 2:58  |
| 2.           | Showstopper               | 4:44  |
| 3.           | Codename IAGO             | 2:26  |
| 4.           | The Key to Mastery        | 3:59  |
| 5.           | Escalation                | 3:06  |
| 6.           | What Hides Beneath        | 5:46  |
| 7.           | Flipside of the Coin      | 3.26  |
| 8.           | Field Duty                | 4:08  |
| 9.           | Plan B                    | 3:36  |
| 10.          | Situs Inversus            | 3:47  |
| 11.          | Enemy of My Enemy         | 3:36  |
| 12.          | Mission Accomplished 2016 | 2:16  |
| 13.          | Hitman 2016 Main Theme    | 1:50  |
| Gesamtlänge: | Gesamtlänge:              | 45:38 |

## Rezeption
GameStar merkte an, dass die erste Staffel nur der Auftakt der Trilogie war, was so zunächst nicht kommuniziert wurde. Die Verbesserungen von komplexeren Szenarien, übersichtlicheren Menüs und nützlicher Werkzeuge während der Entwicklung der Staffel seien positiv hervorzuheben. Spielerisch sei das Werk trotz des episodischen Formates definitiv auf dem Niveau eines Vollpreis-Titels. Das Spiel sei jedoch ausschließlich für Fans der Serie bzw. der Spielmechanik geeignet, da die Erzählung eher nebensächlich sei und Schießereien nicht zur Stärke des Titels gehörten. Der Soundtrack sei kurz und unspektakulär, Texturen und Modelle nicht ganz zeitgemäß. Die riesigen Schauplätze, unzähligen Herausforderungen sowie der Missionseditor würden jedoch für Langzeitmotivation sorgen.
Auf Konsolen sei die Bildrate nicht stabil. Die KI agiere nicht immer clever, teilweise träten Aussetzern zu Tage, in anderen Fällen sei sie zu berechenbar. Häufig würden die geskripteten Routinen auch bei Auffinden von Leichen weiterlaufen. Die Qualität der Szenarien schwanke, durch die weltweit verstreuten Schauplätze entstehe jedoch eine gute Abwechslung, die zu den bislang stärksten der Reihe zählen würde.
Für PC Games sei die Fülle an Optionen und den damit verbundenen Herausforderungen entscheidend. Mithilfe von Verkleidungen unbemerkt zu bleiben, günstige Gelegenheiten auszuspähen und die Auftragsmorde wie einen Unfall aussehen zu lassen sowie unbemerkt wieder zu entkommen, seien jene Elemente, die für Nervenkitzel sorgen. Bei erfahrenen Spielern würden sich jedoch schnell repetitive Routinen im Umgang mit den Gegnern einstellen. Das Erzählformat sei gespickt von Andeutungen und erinnere eher an eine Fernsehserie. In der deutschen Übersetzung würden stellenweise Texte fehlen.